# Diporiphora phaeospinosa
Diporiphora phaeospinosa — вид ігуаноподібних ящірок родини агамових (Agamidae). Ендемік Австралії.

## Поширення і екологія
Diporiphora phaeospinosa відомі з трьох місцевостей, розташованих на сході центрального Квінсленду, зокрема в ущелині Карнарвон, в горах Бідж та на плато Блекдаун. Вони живуть в евкаліптових лісах.